# Salaud, on t'aime
Salaud, on t'aime is een Franse filmkomedie uit 2014 onder regie van Claude Lelouch.

## Verhaal
De oorlogsfotograaf Jacques Kaminsky is meer geïnteresseerd in zijn videocamera dan in zijn vier dochters. Hij woont tegenwoordig met een nieuwe vriendin in de Alpen. Zijn leven wordt helemaal overhoop gehaald, wanneer een vriend hem met de rest van zijn gezin wil verzoenen door hun een leugen te vertellen.

## Rolverdeling
| Acteur              | Personage          |
| ------------------- | ------------------ |
| Johnny Hallyday     | Jacques Kaminsky   |
| Sandrine Bonnaire   | Nathalie Béranger  |
| Eddy Mitchell       | Frédéric Selman    |
| Irène Jacob         | Printemps Kaminsky |
| Pauline Lefèvre     | Été Kaminsky       |
| Sarah Kazemy        | Automne Kaminsky   |
| Jenna Thiam         | Hiver Kaminsky     |
| Agnès Soral         | Bianca Kaminsky    |
| Isabelle de Hertogh | Isabelle           |
| Valérie Kaprisky    | Francia            |
| Rufus               | Le Ruf             |
| Silvia Kahn         | Marie Selman       |
| Antoine Duléry      | Nieuwe eigenaar    |
| Jean-François Dérec | Commissaris        |
| Jacky Ido           | Jacky              |